# Libro del cielo e dell'inferno
Il libro del cielo e dell'inferno è un romanzo scritto da Jorge Luis Borges e Adolfo Bioy Casares nel 1960.

## Edizioni in italiano
- Libro del cielo e dell'inferno, testi raccolti da Jorge Luis Borges, Adolfo Bioy Casares; a cura di Tommaso Scarano, Adelphi, Milano 2011